# Me, Myself & I
"Me, Myself & I" é uma canção do artista de hip hop americano G-Eazy, com a artista musical Bebe Rexha. Foi lançada em 14 de outubro de 2015, como primeiro single do seu segundo álbum de estúdio When It's Dark Out. A canção foi produzida por Bebe Rexha, Christoph Andersson e Michael Keenan. Nos Estados Unidos, a canção atingiu o número #7 na Billboard Hot 100, dando a G-Eazy a primeira canção no top20 desde "I Mean It", sendo também o terceiro single de Rexha a aparecer na Hot 100 como vocalista e quarta canção como compositora, depois de "The Monster", "Hey Mama" e "Take Me Home". Em 28 de agosto de 2016, a canção foi apresentada por G-Eazy e Britney Spears no palco do MTV Video Music Awards, junto com o single "Make Me...".

## Vídeo musical
A canção é acompanhada por um vídeo musical, lançado em 29 de outubro de 2015 no perfil oficial de G-Eazy na Vevo.

## Desempenho nas tabelas musicais
| Tabela musical (2015-16)           | Melhor posição |
| ---------------------------------- | -------------- |
| Austrália (ARIA)                   | 19             |
| Dinamarca (Tracklisten)            | 7              |
| Nova Zelândia (Recorded Music NZ)  | 9              |
| Noruega (VG-lista)                 | 2              |
| Suécia (Sverigetopplistan)         | 4              |
| África do Sul (EMA)                | 10             |
| Estados Unidos (Billboard Hot 100) | 7              |

### Certificações
| País                  | Certificação |
| --------------------- | ------------ |
| Estados Unidos (RIAA) | 3× Platina   |
| Canadá (Music Canada) | Platina      |
| Austrália (ARIA)      | Platina      |